# Cheeseman Provincial Park
Cheeseman Provincial Park är en park i Kanada.   Den ligger i provinsen Newfoundland och Labrador, i den östra delen av landet, 1 300 km öster om huvudstaden Ottawa. Cheeseman Provincial Park ligger 30 meter över havet.
Terrängen runt Cheeseman Provincial Park är varierad. Havet är nära Cheeseman Provincial Park åt sydväst. Trakten är glest befolkad. Närmaste större samhälle är Channel-Port aux Basques, 10,8 km sydost om Cheeseman Provincial Park. 